# Predor na Jadran
Predor na Jadran (uradno Tunel ČSSR – Jadran) je bil po drugi svetovni vojni načrtovani gradbeni megaprojekt, ki bi s predorom po najkrajši možni črti povezal Češko (takrat del Češkoslovaške) z obalo Jadranskega morja. 410 km dolga povezava, od katere bi 350 km potekalo pod zemljo, bi od mesta Češke Budejovice prečkala ozemlje današnje Avstrije in Slovenije, z izhodom med Trstom in Koprom. Po načrtu bi z izkopanim materialom graditelji nasuli umeten otok pred obalo Jadranskega morja, na delu morja, ki bi ga odkupili od takratne Jugoslavije. Na otoku, imenovanem Adriaport, bi stalo prvo češko pristanišče. Po predoru bi vozili hitri vlaki, ki bi razdaljo premagali v dveh urah.
Zamisel za tovrsten projekt je vzniknila že kmalu po vojni, kot način, da bi Češkoslovaška pridobila neposreden dostop do morja. Sredi 1970. letih jo je obudil praški profesor ekonomije in vizionar Karel Žlábek. V navezi z birojem Pragoprojekt je izračunal, da bi gradnja stala tri milijarde kron, gradnja bi se lahko začela v zgodnjih devetdesetih in trajala tri desetletja. Kljub priljubljenosti Jadrana kot turistične destinacije za Čehe in Slovake pa so finančne ter logistične ovire predstavljale nepremostljivo prepreko, zato načrt ni bil deležen večje pozornosti. Žlábek tudi ni predlagal rešitve, kako bi izvedli vrtanje predora pod ozemljem Avstrije, ki je bila takrat na drugi strani železne zavese.